# Euxoa macedonia
Euxoa macedonia är en fjärilsart som beskrevs av Thurner 1936. Euxoa macedonia ingår i släktet Euxoa och familjen nattflyn. Inga underarter finns listade i Catalogue of Life.